# 多棘壯麗鯛
多棘壯麗鯛又名多棘始麗魚，為為輻鰭魚綱䲁形目麗魚科的其中一種，也是壯麗鯛屬的唯一物種，分布於中美洲宏都拉斯至哥斯大黎加的淡水流域，體長可達17公分，棲息在泥底質的沼澤、湖泊，屬雜食性，以藻類及有機碎屑等為食，生活習性不明，可做為觀賞魚。

## 擴展閱讀
- 維基物種上的相關：多棘壯麗鯛